# Quintus Mucius Scævola (consul en -95)
Pour les articles homonymes, voir Quintus Mucius Scævola.
Sauf précision contraire, les dates de cet article sont sous-entendues « avant l'ère commune » (AEC), c'est-à-dire « avant Jésus-Christ ».
Quintus Mucius Scævola dit le Pontife, né vers 140 et mort assassiné en 82, figure éminente et jurisconsulte, homme politique durant la République romaine, est le fils de Publius Mucius Scævola, consul en 133.

## Biographie
Scævola naît vers 140. Son nom complet est Q. Mucius P. f. P. n. Scævola (« Quintus Mucius Scævola, fils de Publius et petit-fils de Publius »). Il est membre des Mucii Scævolae, la branche plébéienne de la gens Mucia prétendant descendre de C. Mucius Scævola. Il est le fils de P. Mucius Scævola, consul en 133 et le petit-fils de P. Mucius Scævola, consul en 175.

### Carrière
À la mort de son père, Scævola entre dans le collège des pontifes. En 106, il est élu tribun de la plèbe.
La suite de la carrière politique de Scævola est liée à celle de L. Licinius Crassus, né en 140 et marié en 120 à une fille de Q. Mucius Scævola dit l'Augure.
Vers 104-100, Scævola est édile avec Crassus. Au cours de leur édilat, ils donnent des jeux avec, pour la première fois, des combats de lions,.
En 95, Scævola est consul avec Crassus pour collègue. Ils proposent et font adopter la lex Licinia Mucia de civibus redigendis, qui refuse la citoyenneté romaine à certaines cités latines et italiennes, ce qui est un prélude à la guerre sociale. Lorsque Crassus demande à célébrer le triomphe, Scævola s'y oppose.
En 98-97, ou en 94-93, Scævola est gouverneur de la province d'Asie. Son gouvernorat est resté célèbre pour avoir sévi sévèrement contre les percepteurs d'impôt corrompus, ainsi que pour avoir promulgué un édit qui plus tard est devenu un modèle pour l'administration provinciale. Les cités d'Asie prennent alors la décision exceptionnelle de célébrer, en son honneur, des concours pentétériques : les Sôteria kai Moukieia,. Il semble que des cités libres — telle Pergame, où le début d'une lettre de Scævola acceptant cet honneur a été retrouvé — aient participé à cette décision. D'après Cicéron, ils seront maintenu sous la domination de Mithridate VI.
À la mort de Cn. Domitius Ahenobarbus en 89, Scævola succède à celui-ci comme pontifex maximus. Il en profite pour remettre un peu d'ordre, et faire suivre plus scrupuleusement les rituels traditionnels.

### Mort
En 86, lors des funérailles de Marius, C. Flavius Fimbria tente d'assassiner Scævola. Celui-ci est blessé.
En 82, C. Marius est élu consul ; et L. Junius Brutus Damasippus, préteur urbain. Marius, assiégé par Sylla à Préneste, donne à Damasippus l'ordre de tuer Scævola ainsi que P. Antistius, C. Papirius Carbo Arvina et L. Domitius Ahenobarbus. Scævola meurt ,. Il est tué dans le temple de Vesta,.

### Descendants
Scævola est le père de Mucia Tertia, troisième épouse de Pompée.

## Œuvre
Scævola est l'auteur des Iuris civilis libri, un traité de droit civil en dix-huit livres. La tradition lui attribue le Liber singularis horon.
Dans un texte transmis par Varron et cité par saint Augustin, Scævola distingue trois catégories de dieux : ceux qui sont introduits par les poètes (il s'agit de fictions qu'il ne faut pas prendre au sérieux), ceux qui viennent de la théologie philosophique, notamment stoïcienne, théologie qu'il ne condamne pas en soi mais dont il redoute les effets néfastes sur le système religieux de Rome, et enfin ceux qui sont introduits par les hommes d'État et dont il défend l'utilité : « La religion officielle de la cité, inspirée, contrôlée et transmise par l'élite politique, les principes civitatis, est privilégiée parce qu'elle est un facteur puissant – le plus puissant – de cohésion du système politique. » Cette distinction s'inscrit dans la réflexion antique sur la theologia tripartita (de), qui plonge ses racines chez Platon, Aristote et le stoïcien Panétios de Rhodes et qui a été clairement formulée par Varron.
Ses 18 livres de droit civil sont la seule œuvre préclassique que l'on ait continué à lire pendant toute la période classique : il est vrai qu'elle innovait fondamentalement en introduisant une certaine systématique (par la classification des questions juridiques en catégories) dans des matières exposées jusque-là de manière casuistique.
Cicéron suivit ses enseignements, après avoir assisté à ceux de son cousin Q. Mucius Scævola l'Augure.

### Éditions
- [Ferrary, Schiavone et Stolfi 2018] (it + la) Jean-Louis Ferrary, Aldo Schiavone et Emanuele Stolfi (éd.), Quintus Mucius Scaevola : opera [« Quintus Mucius Scævola : œuvre »], Rome, L'Erma di Bretschneider, coll. « Scriptores iuris Romani » (no 1), mars 2018, 1re éd., 1 vol., XV-482, 14 × 21 cm (ISBN 978-88-913-0865-8, OCLC 1038708594, BNF 45502284, SUDOC 230187153, présentation en ligne).

### Sources épigraphiques
- OGIS, 438-439

### Sources antiques
- Appien, Histoire romaine (BNF 12187093), Guerre civile, I, 88.
- Cicéron, Pour Sex. Roscius d'Amérie (BNF 16140738), 12, 33.
- Cicéron, Verrines.
- Cicéron, Offices.
- Lucain, Pharsale.
- [Pline, Hist. nat.] Pline l'Ancien, Histoire naturelle (BNF 12011602).
- Velleius Paterculus, Histoire romaine (BNF 12011352), II, 26.